# Parti national du peuple (Pakistan)
Pour les articles homonymes, voir Parti national du peuple.
Le Parti national du peuple est un parti politique pakistanais. Il a été fondé en 1986 par Ghulam Mustafa Jatoi, qui a quitté le Parti du peuple pakistanais la même année, dans le but de lui faire concurrence.
Principalement implanté dans la province du Sind, le parti lui-même n'a jamais gagné plus de deux députés fédéraux à l’Assemblée nationale. Il a en revanche participé à trois coalitions : l'Alliance démocratique islamique entre 1988 et 1990 qui soutenait Nawaz Sharif, l'Alliance nationale entre 2002 et 2004 et la Grande alliance démocratique en 2018, avec des petits partis du Sind.

## Historique
Ghulam Mustafa Jatoi fonde le Parti national du peuple en 1986 en entrainant avec lui diverses personnalités politiques. On trouve par exemple Ghulam Mustafa Khar et Hanif Ramay, anciens ministre en chef du Pendjab, et les anciens ministres fédéraux  S.M. Zafar et Hamid Raza Gilani. Le parti comptait faire concurrence au principal parti d'opposition, le Parti du peuple pakistanais, dont Jatoi était un membre mais l'a quitté à la suite de divergences avec sa dirigeante, Benazir Bhutto.
Lors des élections législatives de 1988, le parti n'arrive pas à sérieusement concurrencer le Parti du peuple pakistanais qui remporte le scrutin, alors que Benazir Bhutto devient Premier ministre. Le Parti national du peuple se rapproche ensuite de l'Alliance démocratique islamique, une plateforme de partis conservateurs et religieux rassemblés autour de la Ligue musulmane du Pakistan et de Nawaz Sharif. Ainsi, les candidats du parti se présentent sous l'étiquette de l'ADI lors des élections législatives de 1990, qui amène Sharif à la tête du gouvernement.
Après la dissolution de l'ADI, le parti recommence à se présenter sous sa propre étiquette, et ne remporte qu'un seul siège à l'Assemblée nationale lors des élections législatives de 1993 et des élections de 1997. Lors des élections législatives de 2002, le parti forme toutefois une coalition, appelée « Alliance nationale », qui réunit trois autres partis politiques, principalement implantés dans le Sind : le Millat Party, le Front national du Sind, et l'Alliance démocratique du Sind. Elle remporte un succès modeste, avec seize députés et 4,6 % des voix, et réalise sa meilleure performance dans le Sind avec seize députés dans l'Assemblée provinciale, quinze à l'Assemblée provinciale du Pendjab et sept à l'Assemblée provinciale du Baloutchistan. Dès 2004, la coalition se fond dans le parti au pouvoir, la Ligue musulmane du Pakistan (Q). 
À la suite de la séparation de l'Alliance nationale, le parti ne remporte qu'un député à l’Assemblée nationale à la suite des élections législatives de 2008. Il s’agit du fils de Ghulam Mustafa Jatoi, le fondateur, qui décède l'année suivante. Il réalise une performance légèrement meilleure durant les élections législatives de 2013, remportant deux sièges fédéraux et trois provinciaux dans le Sind. À peine quelques jours après la tenue du scrutin, le parti annonce qu'il rejoint la coalition gouvernementale en s'alliant avec la Ligue musulmane du Pakistan (N) qui a remporté l’élection.
Pour les élections législatives de 2018, le parti rejoint une coalition dans le Sind menée par la Ligue musulmane du Pakistan (F) nommée « Grande alliance démocratique ».

## Tableau récapitulatif des scrutins
| Élections                                                           | Votes populaires | % de suffrages (échelle nationale) | Nombre de sièges à l’Assemblée nationale | % des sièges | Position               |
| ------------------------------------------------------------------- | ---------------- | ---------------------------------- | ---------------------------------------- | ------------ | ---------------------- |
| Législatives de 1988                                                | 97 363           | 0,5 %                              | 1 / 207                                  | 0,5 %        | Coalition avec l'ADI   |
| Législatives de 1990 Au sein de « Alliance démocratique islamique » | ?                | ?                                  | 0 / 207                                  | 0 %          | Coalition avec l'ADI   |
| Législatives de 1993                                                | 48 721           | 0,2 %                              | 1 / 207                                  | 0,5 %        | Opposition             |
| Législatives de 1997                                                | 85 121           | 0,4 %                              | 1 / 207                                  | 0,2 %        | Opposition             |
| Législatives de 2002 Au sein de « Alliance nationale »              | 1 363 814        | 4,6 %                              | 16 / 342                                 | 4,7 %        | Opposition             |
| Législatives de 2008                                                | 148 892          | 0,4 %                              | 1 / 342                                  | 0,3 %        | Opposition             |
| Législatives de 2013                                                | 197 829          | 0,4 %                              | 2 / 342                                  | 0,6 %        | Alliance avec la LMP-N |